# Bahnstrecke Jübek–Husum
| Streckennummer (DB): | 1011                    |                                      |                                      |
| Kursbuchstrecke (DB): | 134                     |                                      |                                      |
| Kursbuchstrecke: | 102m (1934) 113f (1946) |                                      |                                      |
| Streckenlänge: | 26,3 km                 |                                      |                                      |
| Spurweite: | 1435 mm (Normalspur)    |                                      |                                      |
| Streckenklasse: | D4                      |                                      |                                      |
| Streckengeschwindigkeit: | 80 km/h                 |                                      |                                      |
| Zugbeeinflussung: | PZB                     |                                      |                                      |
| |                         |                                      |                                      |
| \| \| \| aufgegangen in Strecke von Flensburg \| \| \| \| \| Tarp \| \| \| \| 0,0 \| Jübek von/nach Neumünster \| Jübek von/nach Neumünster \| \| \| \| Treene \| \| \| \| 5,0 \| Sollbrück \| Sollbrück \| \| \| \| nach Eggebek/Tarp \| \| \| \| 9,35 \| Ahrenviöl \| Ahrenviöl \| \| \| \| von Klosterkrug \| \| \| \| \| Materialdepot Wester-Ohrstedt \| \| \| \| 14,2 \| Ohrstedt (ehem. Bf)[1] \| Ohrstedt (ehem. Bf)[1] \| \| \| 15,8 \| Wester-Ohrstedt \| Wester-Ohrstedt \| \| \| 20,5 \| Schwesing \| Schwesing \| \| \| 23,0 \| Rosendahl \| Rosendahl \| \| \| \| von Flensburg \| \| \| \| \| von Rendsburg \| \| \| \| \| von Elmshorn \| \| \| \| 26,3 \| Husum \| Husum \| \| \| \| nach Westerland \| \| \| \| \| nach Tönning (bis 1905) \| \| |                         |                                      |                                      |
| Strecke |                         | aufgegangen in Strecke von Flensburg | aufgegangen in Strecke von Flensburg |
| Haltepunkt / Haltestelle |                         | Tarp                                 | Tarp                                 |
| Abzweig ehemals geradeaus und nach links · Abzweig quer und von links · Bahnhof quer | 0,0                     | Jübek von/nach Neumünster            | Jübek von/nach Neumünster            |
| Strecke (außer Betrieb) · Brücke über Wasserlauf |                         | Treene                               | Treene                               |
| Strecke (außer Betrieb) · ehemaliger Bahnhof | 5,0                     | Sollbrück                            | Sollbrück                            |
| Abzweig ehemals geradeaus und von links · Strecke nach rechts |                         | nach Eggebek/Tarp                    | nach Eggebek/Tarp                    |
| ehemaliger Haltepunkt / Haltestelle | 9,35                    | Ahrenviöl                            | Ahrenviöl                            |
| Abzweig geradeaus und ehemals von links |                         | von Klosterkrug                      | von Klosterkrug                      |
| Abzweig geradeaus und ehemals von links |                         | Materialdepot Wester-Ohrstedt        | Materialdepot Wester-Ohrstedt        |
| Blockstelle | 14,2                    | Ohrstedt (ehem. Bf)                  | Ohrstedt (ehem. Bf)                  |
| ehemaliger Haltepunkt / Haltestelle | 15,8                    | Wester-Ohrstedt                      | Wester-Ohrstedt                      |
| ehemaliger Bahnhof | 20,5                    | Schwesing                            | Schwesing                            |
| ehemaliger Haltepunkt / Haltestelle | 23,0                    | Rosendahl                            | Rosendahl                            |
| Abzweig geradeaus und ehemals von rechts |                         | von Flensburg                        | von Flensburg                        |
| Abzweig geradeaus und ehemals von links |                         | von Rendsburg                        | von Rendsburg                        |
| Abzweig geradeaus und von links |                         | von Elmshorn                         | von Elmshorn                         |
| Bahnhof | 26,3                    | Husum                                | Husum                                |
| Abzweig ehemals geradeaus und nach rechts |                         | nach Westerland                      | nach Westerland                      |
| Strecke (außer Betrieb) |                         | nach Tönning (bis 1905)              | nach Tönning (bis 1905)              |

Die Bahnstrecke Jübek–Husum ist eine eingleisige, nicht elektrifizierte Nebenbahn in Schleswig-Holstein, die aus der Bahnstrecke Flensburg–Husum–Tönning hervorging.

## Streckenverlauf
Die Bahnstrecke beginnt im dritten Husumer Bahnhof, der 1910 zur Eröffnung der Strecke nach Erfde und Rendsburg fertiggestellt wurde. Dieser Bahnhof ist ein wichtiger Knotenpunkt an der Nordseeküste Schleswig-Holsteins. Neben den Zügen nach Kiel wird er von Zügen der Marschbahn und denen der Bahnstrecke Husum–Bad St. Peter-Ording angefahren. Die Strecke nach Kiel führt in flacher Geestlandschaft nordostwärts und erreicht am Mühlenbach den Ort Ohrstedt. Bis Jübek gibt es keine Verkehrshalte. Auch Kreuzungsmöglichkeiten gibt es auf dem kompletten Abschnitt nicht mehr.

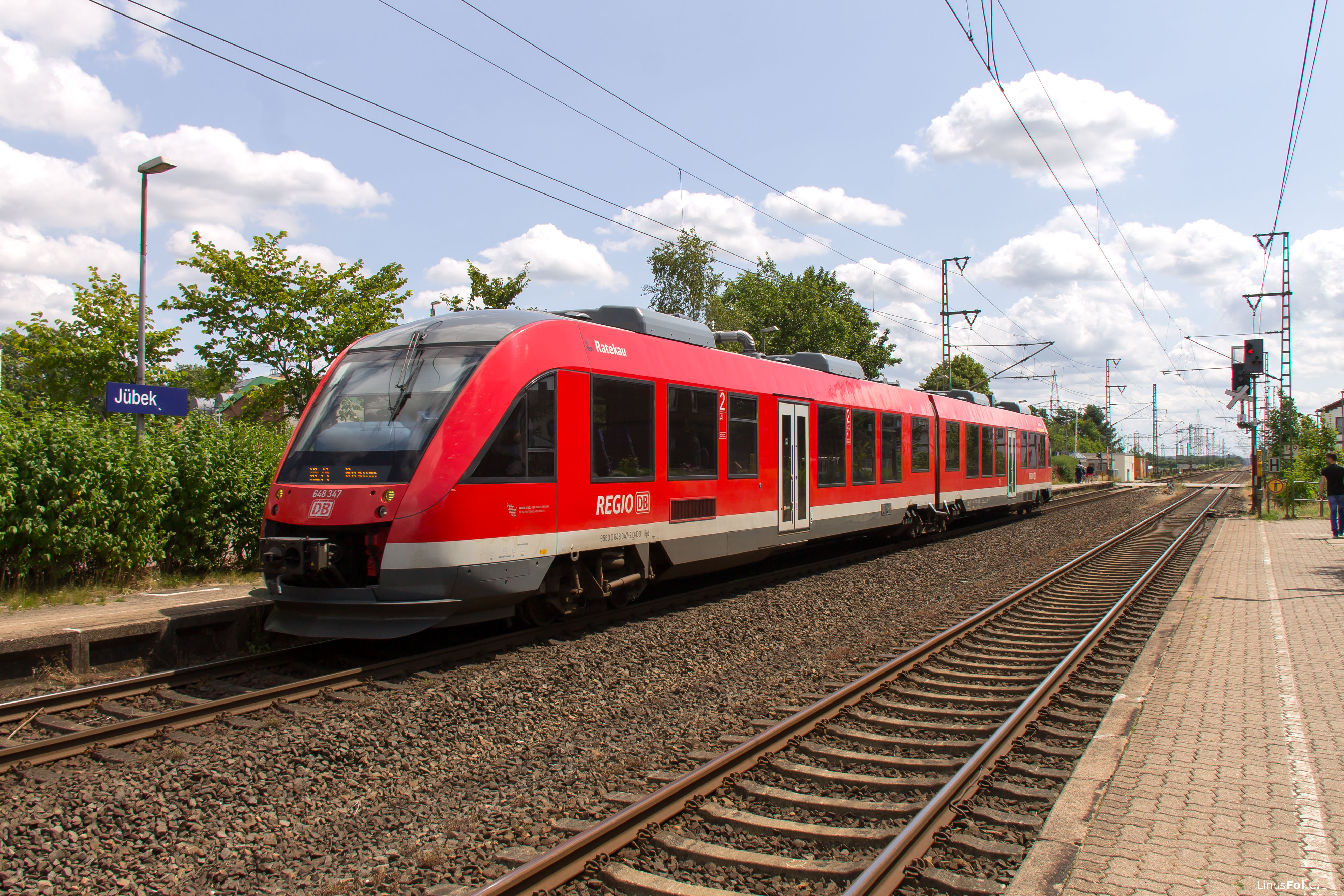
LINT41 im Bahnhof Jübek (2015)

Mehrere Bahnhöfe entlang der Strecke wurden in den frühen 1980er Jahren aufgegeben oder nur noch im Güterverkehr bedient. In Jübek geht die Strecke auf die Bahnstrecke Neumünster–Flensburg über. In Büdelsdorf mündete bis 1974 die ursprüngliche, am 1. September 1910 eröffnete Strecke von Husum nach Rendsburg über Erfde in die Bahnstrecke Neumünster–Flensburg.

## Geschichte
Die Strecke entstand nach dem Preußisch-Dänischen Krieg aus der seit dem 25. Oktober 1854 betriebenen Strecke Flensburg–Tönning, die unter anderem für den Transport von Vieh nach Großbritannien gebaut worden war und auf der Husum bereits 32 Jahre vor dem Anschluss an die Marschbahn erreicht wurde. Nach der Annexion des Herzogtums Schleswig durch Preußen wurde der nordöstliche Teil dieser Strecke ab Eggebek über Schleswig nach Neumünster auf eine neue Streckenführung umgeleitet. Von Sollbrück, von wo aus die alte Strecke bis Ohrstedt und Husum umgewidmet wurde, ging am 29. Dezember 1869 zum Bahnhof Jübek an der kürzeren Umleitungsstrecke die Verbindung in Betrieb.
Bereits lange vor der Stilllegung der Bahnstrecke Rendsburg–Husum fuhren Eilzüge über Jübek. So wurde die Strecke 1959 von zwei lokbespannten Eilzugpaaren der Relation Husum–Kiel befahren. Daneben gab es Personenzüge, die jede Unterwegsstation bedienten. Deren Fahrzeit betrug etwa 37 Minuten. Der Haltepunkt Rosendahl wurde vor 1975 als erste Unterwegsstation der Strecke stillgelegt. Heute halten die Züge zwischen Husum und Jübek nicht mehr. Als letzter Güterkunde an der Strecke unterhielt die Bundeswehr in Ohrstedt bis Ende 2001 im Güterverkehr einen Gleisanschluss. Dafür gab es eine morgendliche Taktlücke im Personenfahrplan. Seit 2006 kann der Bundeswehranschluss erneut bedient werden.

## Aktueller Betrieb und Planungen

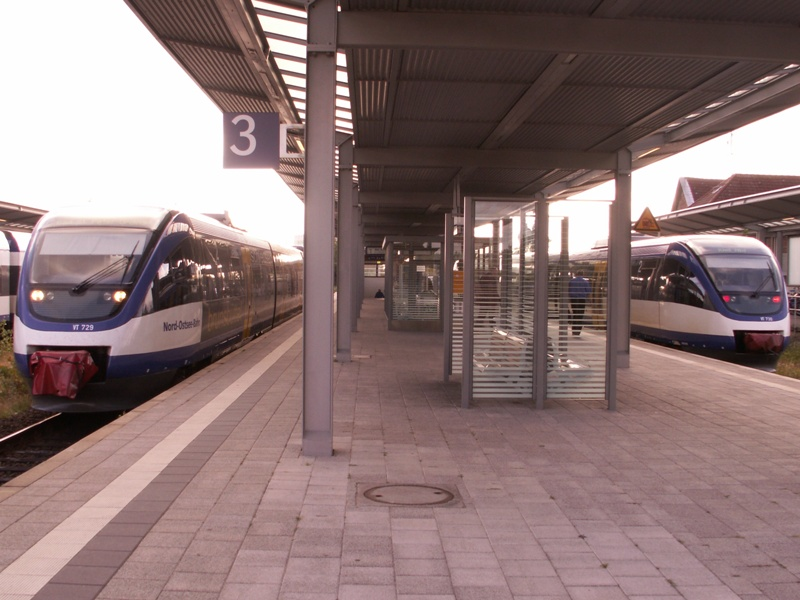
Triebwagen des vorherigen Betreibers NOB im Bahnhof Husum

Im Personenverkehr wird die Strecke seit Dezember 2011 von der DB mit Triebwagen des Typs LINT 41 im Stundentakt befahren. Sie löste die Nord-Ostsee-Bahn (NOB) als Betreiber ab.
Ab Dezember 2023 übernimmt die NBE nordbahn Eisenbahngesellschaft den Betrieb des Nordgebietes des schleswig-holsteinischen Akkunetzes und damit auch den Verkehr auf dieser Strecke.
Im Rahmen der geplanten Elektrifizierung der Marschbahn zwischen Itzehoe und Westerland(Sylt) ab 2027 strebt der NAH.SH an, ebenfalls die Strecke Jübek–Husum zu elektrifizieren.